# Svenska mästerskapen i kortbanesimning 1954
Svenska mästerskapen i kortbanesimning 1954 avgjordes i Forsgrénska badet, Stockholm 1954. Det var den andra upplagan av kortbane-SM.

## Medaljsummering

### Herrar
| Gren            | Guld                 | Guld               |
| 50 m frisim     | Göran Larsson 25,6   | Stockholms KK      |
| 100 m fjärilsim | Bo Larsson 1.07,8    | SK Neptun          |
| 200 m ryggsim   | Göran Larsson 2.30,1 | Stockholms KK      |
| 100 m bröstsim  | Lennart Brock 1.14,3 | SK Poseidon        |
| 4x100 m frisim  | SK Poseidon 4.00,4   | SK Poseidon 4.00,4 |

### Damer
| Gren           | Guld                       | Guld             |
| 50 m frisim    | Marianne Lundquist 31,8    | SK Neptun        |
| 200 m ryggsim  | Margareta Westesson 2.46,9 | SK Poseidon      |
| 100 m bröstsim | Berit Mattsson 1.26,6      | Örebro SS        |
| 4x50 m frisim  | SK Neptun 2.10,2           | SK Neptun 2.10,2 |